# Coelorinchus thompsoni
Coelorinchus thompsoni es una especie de pez de la familia Macrouridae en el orden de los Gadiformes.

## Hábitat
Es un pez de aguas profundas que vive entre 247-366 m de profundidad.

## Distribución geográfica
Se encuentra en las Filipinas.